# Колабораційна діяльність у кримінальному праві України
Колабораційна діяльність у кримінальному праві України — з 3 березня 2022 року є кримінальним правопорушенням, передбаченим статтею 1111 Кримінального кодексу України 2001 року. Відповідно до структури цієї статті передбачено сім складів кримінальних правопорушень, які підпадають під визначення колабораційної діяльності. Залежно від конкретного складу кримінального правопорушення діяльність громадянина України може кваліфікуватися як кримінальний проступок, нетяжкий злочин, тяжкий злочин та особливо тяжкий злочин.

## Історія норми та загальні положення
У юридичних наукових колах питання про колабораціонізм порушувалося ще за кілька років до повномасштабного вторгнення Росії на територію України. Науковці зазначали, що фактично колабораціонізм існував на території України ще з 2014 року, оскільки згідно з українським законодавством російська збройна агресія проти України розпочалася ще 20 лютого 2014 року. Окремі народні депутати України ще до повномасштабного вторгнення не менше ніж сім разів безрезультатно пропонували внести правки до кримінального законодавства України, створивши окрему норму, присвячену колабораціонізму.
24 лютого 2021 року у Верховній Раді було зареєстровано проєкт Закону України «Про внесення змін до деяких законодавчих актів (щодо встановлення кримінальної відповідальності за колабораційну діяльність)». Український вчений-правознавець Роман Мовчан наголошував, що після реєстрації законопроєкт понад рік фактично не обговорювався. На тлі повномасштабного російського вторгнення не територію України 2 березня 2022 року, у парламенті розпочалося обговорення проєкту, а наступного дня — 3 березня 2022 року Верховна Рада України ухвалила Закон України № 2108-IX «Про внесення змін до деяких законодавчих актів (щодо встановлення кримінальної відповідальності за колабораційну діяльність)», яким КК України було доповнено статтею 1111. Попри те, що законопроєкт було розглянуто та прийнято у найкоротші терміни, Мовчан зазначав, що Закон України № 2108-IX був довгоочікуваним і, можливо, навіть запізнілим. Ці зміни набули чинності 15 березня 2022.
Хоч фактично колабораціонізм існував на території України з 2014 року, кримінальна відповідальність за нього, згідно з частиною другою статті 4 Кримінального кодексу України, може наступати лише в тому випадку, якщо колабораційна діяльність здійснювалася після набрання чинності поправками, які інкримінували колабораційну діяльність. При цьому, якщо дії особи підпадають під інші норми Кримінального кодексу, то вони повинні кваліфікуватися відповідно до тих норм.
Стаття 1111 складається з восьми частин та приміток із чотирьох пунктів. Перші сім частин є окремі склади кримінальних правопорушень, тоді як восьма частина є кваліфікованим складом злочину.

## Склад кримінального правопорушення

### Об'єкт
Об'єктом статті 1111 ККУ є основи національної безпеки України.

### Об'єктивна сторона
Закон визнає злочином такі діяння:
- публічне заперечення громадянином України збройної агресії проти України; встановлення та затвердження тимчасової окупації частини території України; прилюдні заклики громадянина України підтримати рішення та (або) дії держави-агресора та збройних формувань та/або окупаційних адміністрацій держави-агресора; закликає до співпраці з державою-агресором та її збройними утвореннями та/або окупаційною адміністрацією; невизнання поширення державного суверенітету України на тимчасово окуповані території України[5].

Всі вищезгадані заклики та спростування, зроблені в Інтернеті або в ЗМІ, вважаються публічними.
- здійснення громадянином України пропаганди держави-агресора в закладах освіти; здійснення дій, спрямованих на затвердження стандартів освіти держави-агресора в закладах освіти;[6]
- передавання матеріальних ресурсів незаконним збройним або воєнізованим утворенням держави-агресора;
- провадження господарської діяльності у взаємодії з державою-агресором та незаконними органами влади;
- організація та проведення політичної/інформаційної діяльності у взаємодії з державою-агресором, спрямованої на підтримку держави-агресора та/або уникнення її відповідальності за збройну агресію проти України;
- добровільне прийняття громадянином України призначення на посаду в незаконних органах, незаконних судових або правоохоронних органах; добровільна участь у незаконних збройних або воєнізованих формуваннях;
- участь в організації та проведенні незаконних виборів та/або референдумів на тимчасово окупованій території або публічних закликів до проведення таких незаконних виборів та/або референдумів;
- надання допомоги незаконним збройним або воєнізованим формуванням держави-агресора у веденні бойових дій проти Збройних Сил України та інших військових з'єднань України[7].

### Суб'єкт
Суб'єктом злочину, зазвичай є громадянин України, який має зв'язки з окупованими територіями, наприклад, особа проживає там або встановила зв'язок після окупації. Не є суб'єктом злочину особа, що не має зв'язків з окупованими територіями.

### Суб'єктивна сторона
Суб'єктивна сторона характеризується прямим або непрямим умислом, а також добровільністю. У випадку, якщо особа вчинила правопорушення під примусом (байдуже яким), то склад злочину відсутній.

## Кримінальне покарання
Серед основних покарань, передбачених у статті 1111 Кримінального кодексу України, є позбавлення права обіймати певні посади або займатися певною діяльністю. Даний вид покарання передбачено 55 статтею КК України. Після початку повномасштабного російського вторгнення цю норму було змінено, і згідно з абзацом п'ятим частини першої цієї статті особам, які вчинили кримінальне правопорушення, передбачене у статтях 1111 і 1112 (пособництво державі-агресору) таке покарання призначалося на строк від 10 до 15 років.
При цьому, виходячи із судової практики, вчені-правознавці вказували, що колабораційна діяльність часто не пов'язана з виконанням посадових повноважень. Щобільше, особи, які вчиняють кримінальні правопорушення, передбачені статтею 1111, у багатьох випадках на момент вчинення цього протиправного діяння були безробітними.

## Розмежування із кримінальними правопорушеннями із суміжним складом
Якщо особа не має зв'язків із окупованою територією, але в її діях присутній подібний склад, то такі дії можуть бути кваліфіковані як порушення статті 111 (Державна зрада) або 4362 (Виправдовування, визнання правомірною, заперечення збройної агресії Російської Федерації проти України, глорифікація її учасників) Кримінального Кодексу.